# برج پخش تلویزیونی تفلیس
برج پخش تلویزیونی تفلیس برجی است که در شهر تفلیس، کشور گرجستان قرار دارد. این برج ۲۷۴٫۵ متر ارتفاع دارد.